# Protium guianense
Protium guianense là một loài thực vật có hoa trong họ Burseraceae. Loài này được (Aubl.) Marchand miêu tả khoa học đầu tiên năm 1867.